# Найбільш продуктивна нафтова свердловина № 298
Найбі́льш продукти́вна на́фтова свердлови́на № 298 — геологічна пам'ятка природи місцевого значення в Україні. Розташована в межах Дрогобицького району Львівської області, в південно-східній частині міста Борислав (вул. Б. Хмельницького, 64). 
Площа 0,03 га. Статус надано згідно з рішенням Львівського облвиконкому від 9 жовтня 1984 року № 495. Перебуває у віданні нафтогазодобувного управління «Бориславнафтогаз». 
Статус надано з метою збереження історичної нафтовидобувної свердловини за назвою Ойл-Сіті. Глибина 1016 м. Введена в експлуатацію 1908 року, виведена з експлуатації 1952 року. 

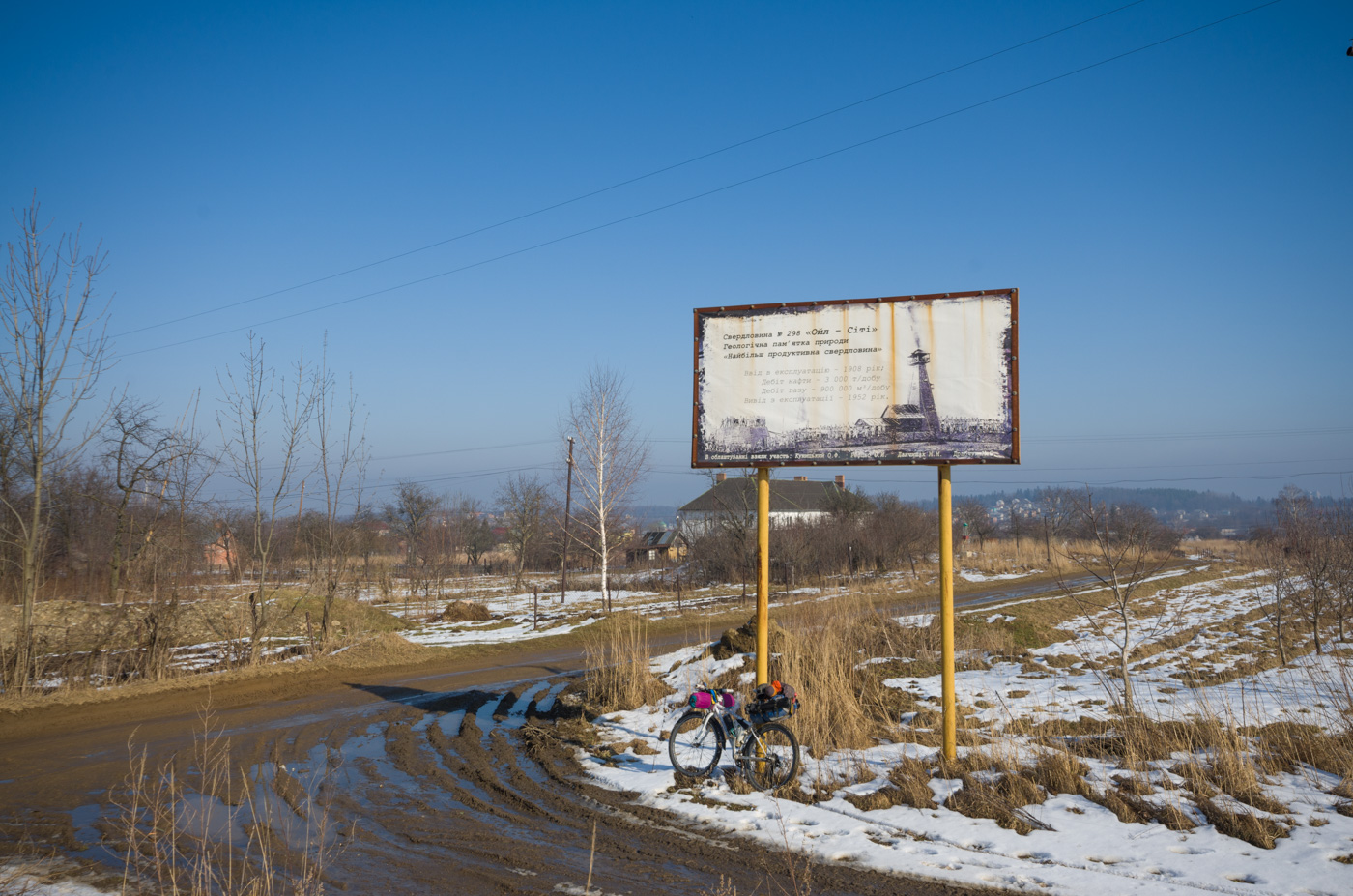